# NGC 3798
NGC 3798 este o galaxie seyfert de tip 2⁠(d) situată în constelația Leul. A fost descoperită în 6 aprilie 1785 de către William Herschel. Se află la o distanță de 54,97 de megaparseci de Pământ.